# ایوان کلاسنیچ
ایوان کلاسنیچ (کرواتی: Ivan Klasnić؛ زاده ۲۹ ژانویهٔ ۱۹۸۰) بازیکن فوتبال بازنشسته اهل کرواسی است که در پست مهاجم بازی می‌کرد.